# Лінлі Додд
Лінлі Стюарт Додд (англ. Lynley Stuart Dodd; нар. 5 липня 1941, Роторуа, Нова Зеландія) — новозеландська авторка дитячих книг й ілюстраторка. Знана завдяки своїй серії «Волохатий Маклері і друзі» та її продовженням, особливістю є зображення тварин з римованими кличками. Тираж у всьому світі перевищив п'ять мільйонів примірників. 1999 році Додд отримала премію Маргарет Махі.

## Біографія

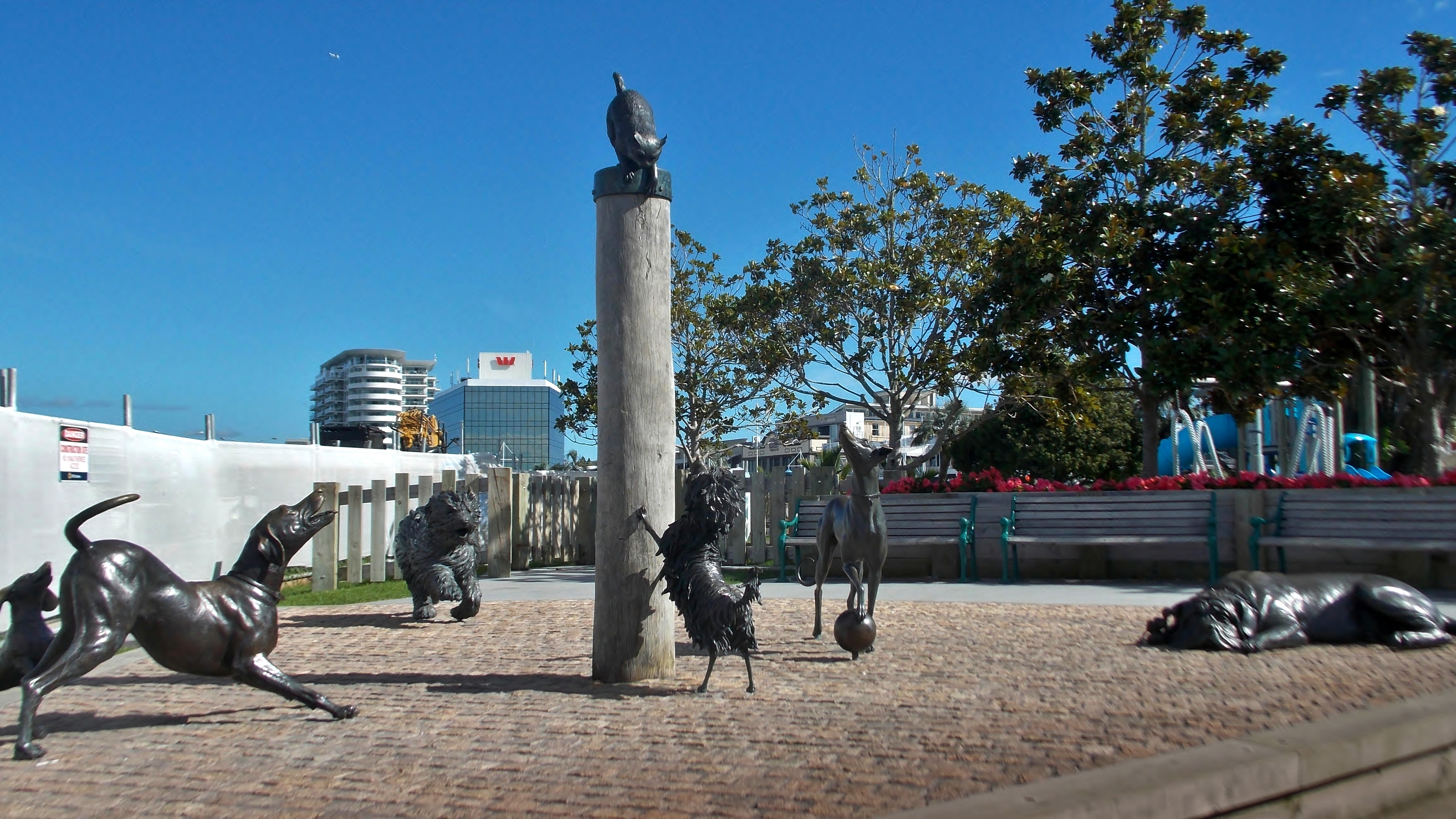
Скульптура Волохатого Маклері й інших персонажів з книг у Тауранзі, Нова Зеландія, на набережній.

Народилася 1941 року в Роторуа. Була єдиною дитиною в сім'ї та жила з батьками в лісі Кайнгароа, поблизу Таупо. Здобула освіту в школі Івітахі та коледжі Тауранга. Закінчила Школу мистецтв Елам в Окленді з дипломом з образотворчого мистецтва та п'ять років викладала мистецтво в Коледжі королеви Маргарет у Веллінгтоні. Там Додд познайомилася зі своїм чоловіком Тоні; 2014 року він помер після хвороби. Після весілля вона почала працювати фріланс-ілюстраторкою. Її перша книга була «Мій кіт любить ховатися в коробках», опублікована 1974 року, яку написала разом з Евою Саттон. Її перша книга, написана самостійно, — «Дерево Нікл-Нікл» (1976).
1983 року вийшла друком перша книга з її серії «Волохатий Макларі» під назвою «Hairy Maclary from Donaldson's Dairy». Серію продовжили книжки «Hairy Maclary's Bone» (1984), «Hairy Maclary Scattercat» (1985), «Hairy Maclary's Caterwaul Caper» (1987), «Hairy Maclary's Rumpus at the Vet» (1989) і «Hairy Maclary's Showbusiness» (1991). Перша, третя, четверта та шоста з них отримали нагороду «Дитяча книжка-картинка року в Нової Зеландії»; друга та п'ята номінувались на найкращу дитячу книжку року, але не перемогли. 1997 року Додд працювала над сценарієм телесеріалу за мотивами «Волохатого Макларі», що складався з 10 п'ятихвилинних епізодів, озвучених Мірандою Гаркорт. 2005 року її книга «The Other Ark» отримала нагороду «Вибір дітей» на церемонії вручення премії «Книжкової нагороди Нової Зеландії». 2015 року колишній прем'єр-міністр Нової Зеландії Джон Кі офіційно відкрив у Тауранзі скульптуру на набережній Волохатого Маклері й інших персонажів з книг Додд. В епізоді мультсеріалу TVNZ «Goodnight Kiwi», який вийшов в ефір 25 грудня 2019 року, прем'єр-міністр Джасінда Ардерн читала «Hairy Maclary from Donaldson's Dairy». 2019 року Додд жила у Тауранзі.

## Відзнаки та нагороди
1990 року нагороджена Новозеландською пам'ятною медаллю. 1999 року стала дев'ятою лауреаткою премії Маргарет Махі. 2002 року стала почесним кавалером Ордена «За заслуги» Нової Зеландії на Новорічній церемонії нагородження за заслуги у сфері дитячої літератури та книжкової ілюстрації. Після повернення уряду Нової Зеландії до титулів Додд отримала звання дами-компаньйонки Новозеландського ордена «За заслуги» 2009 року. 2024 року ушанована премією Прем'єр-міністра за літературні досягнення.

## Книги
- 1973 — My Cat Likes to Hide in Boxes
- 1976 — The Nickle Nackle Tree
- 1978 — Titimus Trim
- 1982 — The Apple Tree
- 1982 — The Smallest Turtle
- 1983 — Hairy Maclary from Donaldson's Dairy
- 1984 — Hairy Maclary's Bone
- 1985 — Hairy Maclary Scattercat
- 1986 — Wake Up, Bear
- 1987 — Hairy Maclary's Caterwaul Caper
- 1988 — A Dragon In A Wagon
- 1989 — Hairy Maclary's Rumpus at the Vet
- 1990 — Slinky Malinki
- 1991 — Find Me A Tiger
- 1991 — Hairy Maclary's Showbusiness
- 1992 — The Minister's Cat ABC
- 1993 — Slinky Malinki, Open The Door
- 1994 — Schnitzel von Krumm's Basketwork
- 1995 — Sniff-Snuff-Snap!
- 1996 — Schnitzel von Krumm Forget-Me-Not
- 1997 — Hairy Maclary, Sit
- 1998 — Slinky Malinki Catflaps
- 1999 — Hairy Maclary and Zachary Quack
- 2000 — Hedgehog Howdedo
- 2001 — Scarface Claw
- 2002 — Schnitzel von Krumm, Dogs Never Climb Trees
- 2004 — The Other Ark
- 2005 — Zachary Quack Minimonster
- 2006 — Slinky Malinki's Christmas Crackers
- 2007 — Hairy Maclary's Hat Tricks
- 2008 — The Dudgeon is Coming
- 2009 — Hairy Maclary, Shoo
- 2012 — Slinky Malinki, Early Bird
- 2017 — Scarface Claw, Hold Tight!